# 簡貫三
简贯三（1901年—1951年5月），名贊雍，河南省息县趙集鄉人。中华民国经济学家、政治人物。

## 生平[2][1]
- 1940年11月29日，任中央图书杂志审查委员会委员，1943年1月12日免该职
- 1942年7月18日，任国民政府立法院第四届立法委员
- 1947年5月4日，任行宪第一届立法院集会筹备处筹备委员，并当选立法院立法委员
- 1949年1月6日，任中华民国工商部政务次长
- 1949年4月4日，任中华民国经济部政务次长，代理中國紡織公司董事長
- 1950年，由上海工商研究所調申新總管理處任秘書長
- 1951年，機關內部肅反開始，5月在辦公室服毒自殺

## 著作
- 《大時代中的青年問題》，簡貫三編著，青年書店，1941.06，70
- 《工業化與社會建設》，簡貫三編，北京中華書局，1945.07，102
- 《工業化與社會建設》，簡貫三編，上海中華書局，1946.09，106
- 《科學運動與讀書思潮》，簡貫三編著，國民出版社，1939.09，45
- 《科學運動與反讀書思潮》，簡貫三編，獨立出版社，1939.05，45
- 《理論社會學》，簡貫三編著，上海中華書局，1935.09，356
- 《論經濟戰》，楊壽標，簡貫三著，軍事委員會政治部，1941，65
- 《社會科學叢書理論社會學》，簡貫三編著，北京中華書局，1949，374
- 《文學要略》，簡貫三編纂，河南教育廳公報處，1925.10，116
- 《袖珍社會科學辭典》，簡貫三編，著者書店，1933，370